# Lista siturilor arheologice din județul Iași - A
Lista siturilor arheologice din județul Iași - A conține toate siturile arheologice din județul Iași înscrise în Repertoriul Arheologic Național (RAN) și aflate în localități al căror nume începe cu litera A. RAN este administrat de Ministerul Culturii și Patrimoniului Național și cuprinde date științifice, cartografice, topografice, imagini și planuri, precum și orice alte informații privitoare la zonele cu potențial arheologic, studiate sau nu, încă existente sau dispărute.
Puteți căuta un sit din localitățile care încep cu litera A folosind formularul de mai jos sau puteți naviga prin toate siturile din județ la Lista siturilor arheologice din județul Iași.
| Cod RAN                                  | Denumire | Localitate                                      | Adresă            | Datare                          | Descoperit | Coordonate | Imagine           | Erori            |
| ---------------------------------------- | --- | ----------------------------------------------- | ----------------- | ------------------------------- | ---------- | ---------- | ----------------- | ---------------- |
| 95621.01.01 (Cod LMI: IS-I-s-B-03514)    | Tumulul de la Alexandru I. Cuza - "La Movila" / ansamblu anonim (Categorie: descoperire funerară) (Tip: Tumul)                            | sat Alexandru I. Cuza, comuna Alexandru I. Cuza | La Movila         |                                 |            |            | Încărcați imagine | Raportați eroare |
| 95621.02.01 (Cod LMI: IS-I-m-B-03515.04) | Situl arheologic de la Alexandru I. Cuza - "Țarina de Jos" / ansamblu anonim (Categorie: locuire civilă) (Tip: Așezare)                   | sat Alexandru I. Cuza, comuna Alexandru I. Cuza | Țarina de Jos     | geto-dacică sec. II - I a. Chr. |            |            | Încărcați imagine | Raportați eroare |
| 95621.02.02 (Cod LMI: IS-I-m-B-03515.03) | Situl arheologic de la Alexandru I. Cuza - "Țarina de Jos" / ansamblu anonim (Categorie: locuire civilă) (Tip: Așezare)                   | sat Alexandru I. Cuza, comuna Alexandru I. Cuza | Țarina de Jos     | sec. IV                         |            |            | Încărcați imagine | Raportați eroare |
| 95621.02.03 (Cod LMI: IS-I-m-B-03515.02) | Situl arheologic de la Alexandru I. Cuza - "Țarina de Jos" / ansamblu anonim (Categorie: locuire civilă) (Tip: Așezare)                   | sat Alexandru I. Cuza, comuna Alexandru I. Cuza | Țarina de Jos     | sec. XV                         |            |            | Încărcați imagine | Raportați eroare |
| 95621.02.04 (Cod LMI: IS-I-m-B-03515.01) | Situl arheologic de la Alexandru I. Cuza - "Țarina de Jos" / ansamblu anonim (Categorie: locuire civilă) (Tip: Așezare)                   | sat Alexandru I. Cuza, comuna Alexandru I. Cuza | Țarina de Jos     | sec. XVII - XVIII               |            |            | Încărcați imagine | Raportați eroare |
| 95676.01.01 (Cod LMI: IS-I-m-B-03516.06) | Situl arheologic de la Andrieșeni - "Vatra satului" / ansamblu anonim (Categorie: locuire civilă) (Tip: Așezare)                          | sat Andrieșeni, comuna Andrieșeni               | Vatra satului     | Starčevo - Criș                 |            |            | Încărcați imagine | Raportați eroare |
| 95676.01.02 (Cod LMI: IS-I-m-B-03516.04) | Situl arheologic de la Andrieșeni - "Vatra satului" / ansamblu anonim (Categorie: locuire civilă) (Tip: Așezare)                          | sat Andrieșeni, comuna Andrieșeni               | Vatra satului     | Noua                            |            |            | Încărcați imagine | Raportați eroare |
| 95676.01.03 (Cod LMI: IS-I-m-B-03516.03) | Situl arheologic de la Andrieșeni - "Vatra satului" / ansamblu anonim (Categorie: locuire civilă) (Tip: Așezare)                          | sat Andrieșeni, comuna Andrieșeni               | Vatra satului     |                                 |            |            | Încărcați imagine | Raportați eroare |
| 95676.01.04 (Cod LMI: IS-I-m-B-03516.02) | Situl arheologic de la Andrieșeni - "Vatra satului" / ansamblu anonim (Categorie: locuire civilă) (Tip: Așezare)                          | sat Andrieșeni, comuna Andrieșeni               | Vatra satului     | sec. III-IV p.Chr.              |            |            | Încărcați imagine | Raportați eroare |
| 95676.01.05 (Cod LMI: IS-I-m-B-03516.01) | Situl arheologic de la Andrieșeni - "Vatra satului" / ansamblu anonim (Categorie: locuire civilă) (Tip: Așezare)                          | sat Andrieșeni, comuna Andrieșeni               | Vatra satului     | sec. XVII-XVIII                 |            |            | Încărcați imagine | Raportați eroare |
| 95676.01.06 (Cod LMI: IS-I-m-B-03516.05) | Situl arheologic de la Andrieșeni - "Vatra satului" / ansamblu anonim (Categorie: locuire civilă) (Tip: Așezare)                          | sat Andrieșeni, comuna Andrieșeni               | Vatra satului     | Precucuteni - III               |            |            | Încărcați imagine | Raportați eroare |
| 95756.01.01                              | Așezarea medievală de la Aroneanu - "vatra satului" / ansamblu anonim (Categorie: locuire civilă) (Tip: Așezare)                          | sat Aroneanu, comuna Aroneanu                   | Vatra satului     | sec. XVI - XVIII                |            |            | Încărcați imagine | Raportați eroare |
| 98756.01.01                              | Situl arheologic de la Avântu - "Prosia" / ansamblu anonim (Categorie: locuire civilă) (Tip: Așezare)                                     | sat Avântu, comuna Românești                    | Prosia            | Starčevo - Criș                 |            |            | Încărcați imagine | Raportați eroare |
| 98756.01.02                              | Situl arheologic de la Avântu - "Prosia" / ansamblu anonim (Categorie: locuire civilă) (Tip: Așezare)                                     | sat Avântu, comuna Românești                    | Prosia            | Noua                            |            |            | Încărcați imagine | Raportați eroare |
| 98756.01.03                              | Situl arheologic de la Avântu - "Prosia" / ansamblu anonim (Categorie: locuire civilă) (Tip: Așezare)                                     | sat Avântu, comuna Românești                    | Prosia            |                                 |            |            | Încărcați imagine | Raportați eroare |
| 98756.01.04                              | Situl arheologic de la Avântu - "Prosia" / ansamblu anonim (Categorie: locuire civilă) (Tip: Așezare)                                     | sat Avântu, comuna Românești                    | Prosia            | sec. IV                         |            |            | Încărcați imagine | Raportați eroare |
| 98756.01.05                              | Situl arheologic de la Avântu - "Prosia" / ansamblu anonim (Categorie: locuire civilă) (Tip: Așezare)                                     | sat Avântu, comuna Românești                    | Prosia            |                                 |            |            | Încărcați imagine | Raportați eroare |
| 98756.01.06                              | Situl arheologic de la Avântu - "Prosia" / ansamblu anonim (Categorie: locuire civilă) (Tip: Așezare)                                     | sat Avântu, comuna Românești                    | Prosia            |                                 |            |            | Încărcați imagine | Raportați eroare |
| 96076.01.01 (Cod LMI: IS-I-m-B-03513.02) | Așezarea medievală de la Albești - "Moara lui Chilcoș" / ansamblu anonim (Categorie: locuire civilă) (Tip: Așezare)                       | sat Albești, comuna Brăești                     | Moara lui Chilcoș | sec. XIV - XV                   |            |            | Încărcați imagine | Raportați eroare |
| 96076.01.02 (Cod LMI: IS-I-m-B-03513.01) | Așezarea medievală de la Albești - "Moara lui Chilcoș" / ansamblu Vechiul sat Scorțești (Categorie: locuire civilă) (Tip: Așezare rurală) | sat Albești, comuna Brăești                     | Moara lui Chilcoș | sec. XVI - XVIII                |            |            | Încărcați imagine | Raportați eroare |